# The All American
The All American è un film del 1953 diretto da Jesse Hibbs.
È un film drammatico a sfondo sportivo statunitense con Tony Curtis, Lori Nelson, Richard Long e Mamie Van Doren.

## Produzione
Il film, diretto da Jesse Hibbs su una sceneggiatura di D.D. Beauchamp e Robert Libott e un soggetto di Leonard Freeman, fu prodotto da Aaron Rosenberg per la Universal Pictures e girato in California da marzo ad aprile del 1953.

## Distribuzione
Il film fu distribuito negli Stati Uniti nell'ottobre 1953 (première a Detroit il 23 settembre) al cinema dalla Universal Pictures.
Altre distribuzioni:
- in Svezia il 20 aprile 1954 (Hårt spel)
- in Belgio (Blonde duivelin)
- in Belgio (Démon blond)
- in Brasile (Alma Invencível)
- nel Regno Unito (The Winning Way)